# Tramwaje w Kropywnyckim
Tramwaje w Kropywnyckim – system tramwajowy w ukraińskim mieście Kropywnycki, funkcjonujący w latach 1897–1941.

## Historia
Pierwsze plany budowy tramwaju konnego powstały w ówczesnym Jelizawietgradzie w 1887 r. Kolejny projekt budowy tramwajów w mieście powstał w 1890 r. Jednak dopiero projekt z kwietnia 1895 inżyniera kolejowego I.A. Lichaczowa doczekał się realizacji. W maju podpisano umowę z autorem projektu na eksploatację tramwajów przez 50 lat. Budowa linii tramwajowej rozpoczęła się w kwietniu 1897. Otwarcie linii nastąpiło 13 lipca 1897. Linia prowadziła od dworca kolejowego do browaru Zelcera. W 1899 r. wybudowano linię o długości 3,6 km do Kuszcziwki i długość linii wzrosła do 9,7 km. Ruch tramwajów zawieszono 8 stycznia 1918. Wznowiono go 1 maja 1922. Po wznowieniu ruchu w mieście był dwie linie:
- 1: Dworzec kolejowy – Browar
- 2: Centrum – Kuszcziwka

W ulicy Gogola linia została zlikwidowana, a materiały pozyskane z rozbiórki zostały wykorzystane do remontu linii głównej linii. W 1929 r. wybudowano linię z centrum do Nowomykołajiwki o długości 3,5 km. W 1940 w mieście była jedna zajezdnia i trasy o długości 16,2 km po których kursowały 4 linie:
- Dworzec kolejowy – Browar
- Centrum – Kuszcziwka
- Ulica Lenina – Nowomykołajiwka
- Browar – Ogród miejski

Jedna linia była dwutorowa, natomiast trzy pozostałe były jednotorowe. Po ataku Niemiec na ZSRR w 1941 r., w czasie II wojny światowej, wycofujące się wojska radzieckie wysadziły w powietrze w ówczesnym Kirowohradzie elektrownię miejską, co spowodowało wstrzymanie ruchu tramwajów. Po zakończeniu wojny postanowiono nie odbudowywać sieci tramwajowej ze względu na duże koszty.

## Tabor
Do obsługi pierwszej linii zamówiono w AEG 5 zamkniętych wagonów i trzy otwarte. W 1901 eksploatowano 22 wagony silnikowe i 3 doczepne. W 1929 r. zakupiono 11 tramwajów z Charkowa co pozwoliło na wycofanie najstarszych wagonów typu Herbrand. W 1940 system był obsługiwany przez 22 tramwaje. W 1945 wszystkie wagony zostały wysłane do Winnicy.